# Тереса Мотос
Тереса Мотос (ісп. Teresa Motos, 29 грудня 1963) — іспанська хокеїстка на траві.
Олімпійська чемпіонка 1992 року, учасниця 1996 року.